# Willem van Otterloo
Jan William van Otterloo (Winterswijk, prov de Gelderland (Països Baixos), 27 de desembre, 1907 – Melbourne (Austràlia), 27 de juliol, 1978), va ser un director i compositor neerlandès. Va ser el pare del director i compositor Rogier van Otterloo i l'avi del saxofonista de jazz Thijs van Otterloo i del baixista Bas van Otterloo.

## Joventut
El seu pare William Frederik van Otterloo era inspector a l'"Hollandsche IJzeren Spoorweg-Maatschappij". Més tard va ser traslladat a Utrecht com a director de departament dels Ferrocarrils Holandesos. Van Otterloo va passar la major part de la seva joventut a Utrecht. L'any 1928, després d'acabar els estudis de medicina, va anar a estudiar al Conservatori d'Amsterdam. Va estudiar composició amb Sem Dresden i violoncel amb Max Oróbio de Castro.

## USO
Després de graduar-se el 1932, Van Otterloo va ser nomenat immediatament violoncel·lista de l'Orquestra Municipal d'Utrecht (USO). A més de la seva pertinença a l'orquestra, aviat se li va donar funcions com a director assistent, que va culminar amb un nomenament com a segon director. El 1937 va succeir a Henri van Goudoever com a primer director, primer al costat de Carl Schuricht, però després de dues temporades com a únic director. El 1943, per recomanació del Departament d'Informació Pública i Arts (RPDC), l'USO va ser transferit al canal de propaganda alemany Europasender (DES), per tal de protegir els membres del concert de l'"Arbeitseinsatz" a Alemanya. El DES va ser designat per l'ocupant alemany com una organització d'importància bèl·lica. Van Otterloo va continuar dirigint l'USO durant aquest període. Durant la purga posterior a la Segona Guerra Mundial, va ser condemnat a mort pel Consell Honorari de la Música, com a conseqüència de la qual va ser exclòs de la direcció com a director fins a l'1 de maig de 1946. Va tornar a l'USO després d'aquest càstig.

## Orquestra Residència
El 1949 Van Otterloo es va convertir en director en cap de la "Residentie Orchestra" de La Haia. De 1962 a 1972 ho va combinar amb la direcció en cap de l'Orquestra Filharmònica de la Ràdio (compartida amb Jean Fournet). També va ensenyar direcció d'orquestra al Conservatori Reial de l'Haia. A més, va aparèixer cada cop més com a director convidat als Estats Units, Amèrica del Sud, Japó i Austràlia. Els anys 1967-69 també va ser director titular de l'Orquestra Simfònica de Melbourne i de 1971 a 1978 de la Simfònica de Sydney.
Sota el seu lideratge, la Residentie Orchestra va tenir un gran èxit, sobretot als anys cinquanta. Això també es va deure a un lucratiu contracte de gravació amb Philips. Van Otterloo ha realitzat nombrosos enregistraments de gramòfons, principalment amb la Residentie Orchestra, però també amb la Concertgebouw Orchestra, la Berliner Philharmoniker, la Wiener Symphoniker, l'Orchestre des Concerts Lamoureux i la Sydney Symphony. La temporada de concerts 1973-74 va ser l'última de Van Otterloo amb la Residentie Orchestra. Jean Martinon el va succeir. Alguns dels seus enregistraments amb la "Residentie Orchestra" es van reeditar en CD el 2005. El 2011 va aparèixer una segona caixa de CD.

## Activitats posteriors i mort
Van Otterloo havia arribat a l'edat de jubilació, però va traslladar les seves activitats a Austràlia, on ja era un director popular gràcies al seu treball amb les orquestres simfòniques de Sydney i Melbourne. També va ser director titular del "Düsseldorfer Symphoniker" de 1974 a 1977. El 1977 va ser nomenat novament a l'USO, ara rebatejada com a Orquestra Simfònica d'Utrecht, on havia començat la seva carrera el 1932. No obstant això, gairebé no va ser capaç de dirigir-la més. Va morir als 70 anys com a conseqüència d'un accident de trànsit després d'un concert a Melbourne. Van Otterloo era un entusiasta del Porsche 911, però va morir (com a passatger) en un Volkswagen Beetle.

## Vida privada
Van Otterloo es va casar quatre vegades. En el seu segon matrimoni va tenir quatre fills, dos nois i dues noies, entre ells el compositor Rogier van Otterloo. Durant el seu tercer matrimoni va tenir una filla. El 1947, una altra filla, Anne van Egmond., va néixer d'una relació extra matrimonial i donada en adopció.

## Valoració
Van Otterloo va ser un apassionat pedagog orquestral que va assolir grans èxits amb la "Residentie Orchestra" i va aconseguir fama a casa i a l'estranger. Va posar grans exigències als músics d'orquestra i va destacar l'exactitud i un so orquestral clar. Els nombrosos compromisos amb orquestres estrangeres demostren que aquestes qualitats eren apreciades arreu del món. Sota el seu lideratge, la "Residentie Orchestra" va rivalitzar amb l'Orquestra Concertgebouw als anys 50. Per a la seva decepció, no va ser considerat per al càrrec de director en cap d'aquesta orquestra l'any 1959, després de la mort d'Eduard van Beinum, perquè es va donar preferència a l'encara jove Bernard Haitink.
El seu repertori preferit incloïa les simfonies de Haydn, Beethoven i Bruckner, la Symphonie fantastique de Berlioz i obres de Ravel com Daphnis et Chloé. Més tard en la seva carrera també es va desenvolupar cada cop més com a director de les obres de Mahler. Tenia poca afinitat amb el repertori d'avantguarda, així que Pierre Boulez i Bruno Maderna se'n van ocupar per a la "Residentie Orchestra".
Van Otterloo estava especialment compromès amb compositors holandesos com Diepenbrock, Pijper, Andriessen, Badings, Frid, Orthel, Voormolen i molts altres. Tanmateix, sempre va evitar l'obra de Vermeulen. La seva pròpia obra compositiva va ser apreciada, però va romandre limitada, perquè considerava més important la interpretació.

## Llista de treballs (completa)
- 1924: Strijkkwartet
- 1929-30: Drie liederen
- 1930: Liedje voor Liesje's verjaardag
- 1930: Strijktrio
- 1930: Passacaglia per a orquestra de corda
- 1931: Suite nr. 1 per a orquestra de corda (Five Sketches, revisat el 1941 com a Four Pieces)
- 1931: Suite nr. 2 per a orquestra simfònica
- 1931: Suite nr. 3 per a orquestra simfònica
- 1934-35: Symfonie, dedicat al director Willem Mengelberg
- 1937: Introductie en Allegro, dedicat a Eduard van Beinum (revisat el 1942)
- 1940: Orkestratie van de Fantasie in f, op. 103/D. 940 van Franz Schubert (revisat 1952)
- 1943: Sinfonietta voor blaasinstrumenten
- 1943: Prelude, dans en epiloog per a clarinet i orquestra de corda
- 1944: Serenade (també coneguda com Divertimento) per a conjunt de metalls, arpa, celesta i percussió (revisat el 1959 amb afegit de piano)
- 1945-46: Symfonie nr. 2 (inacabat: estrena de la versió completada, creada per Otto Ketting, el 5 abril 2013 a Utrecht)
- 1958:  Variaties op een Uilenspiegelthema per a orquestra (després Till Eulenspiegels lustige Streiche de Richard Strauss), com a membre d'un col·lectiu de compositors
- 1958: Intrada per a tretze instruments de metall, contrafagot, timbals i plats (arranjament del Finale de Serenade)

Mitjans de comunicació

- Concert per a piano de Grieg. Enregistrament en LP sense drets d'autor del concert per a piano de Grieg per Abbey Simon (piano), Willem van Otterloo (director) i Het Residentie Orkest al lloc web de Radio 4. Enregistrament el 1954.